# Карибский футбольный союз
Карибский футбольный союз (КФС) (англ. Caribbean Football Union, CFU) — подразделение КОНКАКАФ, контролирующее развитие футбола в странах Карибского бассейна. Основан в 1978 году.

## История
Впервые с предложением о создании футбольного союза стран Карибского бассейна и прилегающих к нему территорий выступил бывший тринидадский футболист Патрик Рэймонд в 1976 году. Эта инициатива была поддержана рядом футбольных функционеров, в том числе бывшим президентом ФИФА Стенли Роузом.
Учредителями Карибского футбольного союза явились футбольные федерации Антигуа и Барбуды, Гаити, Гайаны, Гваделупы, Доминиканской Республики, Мартиники, Пуэрто-Рико, Суринама, Тринидада и Тобаго, а также Ямайки. О создании КФС было объявлено 28 января 1978 года в Порт-о-Пренсе. Первым президентом КФС стал Андре Кампервен, а штаб-квартира располагалась в Порт-оф-Спейне (переведена на Ямайку в 2013 году).
В 2011 году целый ряд чиновников КФС оказался замешан в крупном скандале, связанном с обвинениями в коррупции. По итогам расследования ФИФА ушёл в отставку президент КОНКАКАФ и КФС Джек Уорнер, а также были на разные сроки отстранены от футбольной деятельности 7 функционеров КФС.

## Страны-участницы
Карибский футбольный союз объединяет 31 футбольную ассоциацию, из которых 25 являются членами ФИФА и 6 - не являются. В КФС представлены государства и территории всех архипелагов Карибского моря (Большие Антильские, Багамские, Наветренные и Подветренные острова), а также территории, географически относящиеся к Северной (Бермудские острова) и Южной (Гайана, Суринам, Французская Гвиана, а также Тринидад и Тобаго) Америке.
| Государство                     | Ассоциация                                         | Год присоединения к КФС | Членство в ФИФА | Группа островов или географический регион |
| ------------------------------- | -------------------------------------------------- | ----------------------- | --------------- | ----------------------------------------- |
| Американские Виргинские Острова | Федерация футбола Американских Виргинских островов | 1987                    | +               | Наветренные острова                       |
| Ангилья                         | Футбольная ассоциация Ангильи                      | 1994                    | +               | Наветренные острова                       |
| Антигуа и Барбуда               | Футбольная ассоциация Антигуа и Барбуды            | 1978                    | +               | Наветренные острова                       |
| Аруба                           | Арубанская федерация футбола                       | 1988                    | +               | Подветренные острова                      |
| Багамские Острова               | Футбольная ассоциация Багам                        | 1981                    | +               | Багамские острова                         |
| Барбадос                        | Футбольная ассоциация Барбадоса                    |                         | +               | Наветренные острова                       |
| Бермудские Острова              | Ассоциация футбола Бермуд                          |                         | +               | Северная Америка                          |
| Бонайре                         | Федерация футбола Бонайре                          | 2013                    | -               | Подветренные острова                      |
| Британские Виргинские Острова   | Ассоциация футбола Британских Виргинских островов  | 1996                    | +               | Наветренные острова                       |
| Гаити                           | Гаитянская федерация футбола                       | 1978                    | +               | Большие Антильские острова                |
| Гайана                          | Федерация футбола Гайаны                           | 1978                    | +               | Южная Америка                             |
| Гваделупа                       | Гваделупская лига футбола                          | 1978                    | -               | Наветренные острова                       |
| Гренада                         | Гренадская футбольная ассоциация                   |                         | +               | Наветренные острова                       |
| Доминика                        | Футбольная ассоциация Доминики                     | 1994                    | +               | Наветренные острова                       |
| Доминиканская Республика        | Доминиканская футбольная федерация                 | 1978                    | +               | Большие Антильские острова                |
| Каймановы Острова               | Футбольная ассоциация Каймановых островов          | 1992                    | +               | Большие Антильские острова                |
| Куба                            | Ассоциация футбола Кубы                            |                         | +               | Большие Антильские острова                |
| Кюрасао                         | Футбольная федерация Кюрасао                       | 2010                    | +               | Подветренные острова                      |
| Мартиника                       | Лига футбола Мартиники                             | 1978                    | -               | Наветренные острова                       |
| Монтсеррат                      | Футбольная ассоциация Монтсеррата                  | 1994                    | +               | Наветренные острова                       |
| Пуэрто-Рико                     | Пуэрто-риканская федерация футбола                 | 1978                    | +               | Большие Антильские острова                |
| Сен-Мартен                      | Футбольный комитет Северных островов               |                         | -               | Наветренные острова                       |
| Сент-Винсент и Гренадины        | Футбольная федерация Сент-Винсента и Гренадин      | 1988                    | +               | Наветренные острова                       |
| Сент-Китс и Невис               | Футбольная ассоциация Сент-Китса и Невиса          | 1990                    | +               | Наветренные острова                       |
| Сент-Люсия                      | Футбольная ассоциация Сент-Люсии                   |                         | +               | Наветренные острова                       |
| Синт-Мартен                     | Футбольная ассоциация Синт-Мартена                 | 1998                    | -               | Наветренные острова                       |
| Суринам                         | Суринамская футбольная ассоциация                  | 1978                    | +               | Южная Америка                             |
| Теркс и Кайкос                  | Футбольная ассоциация островов Теркс и Кайкос      | 1996                    | +               | Багамские острова                         |
| Тринидад и Тобаго               | Футбольная федерация Тринидада и Тобаго            | 1978                    | +               | Южная Америка                             |
| Французская Гвиана              | Футбольная лига Гвианы                             |                         | -               | Южная Америка                             |
| Ямайка                          | Футбольная федерация Ямайки                        | 1978                    | +               | Большие Антильские острова                |

## Деятельность
КФС организует и проводит Чемпионат стран Карибского бассейна. Впервые он был проведён в 1978 году и до 1988 года носил название Чемпионат КФС или Кубок Наций КФС (проведён 6 раз). С 1989 года чемпионат проводится под названием Карибский кубок. Он является квалификационным для турнира Золотой кубок КОНКАКАФ (четыре лучшие команды квалифицируются напрямую, а пятая (с 2014 года) пробивается через стыковые матчи с командой, занявшей пятое место в розыгрыше Центральноамериканского кубка.
Аналогичный турнир проводится и для карибских клубов. Впервые клубный чемпионат КФС был проведён в 1997 году. Клубы, занявшие в турнире первые три места, получают путёвку в Лигу чемпионов КОНКАКАФ.

## Представители на чемпионате мира
Страны региона принимали участие в чемпионатах мира по футболу начиная с 1934 года и четырежды пробивались в финальную часть соревнований.

### Участие в финальных турнирах
- 1938 -  Куба
- 1974 -  Республика Гаити
- 1998 -  Ямайка
- 2006 -  Тринидад и Тобаго

Наилучший результат среди команд региона показала сборная Кубы в 1938 году. В 1/8 финала она в двух матчах победила сборную Румынии и вышла в 1/4 финала, где уступила шведам. Во всех остальных случаях сборные, представлявшие Карибский бассейн, не проходили дальше группового этапа.

## Представители наЗолотом кубке КОНКАКАФ
Страны региона принимают участие в чемпионатах КОНКАКАФ (Чемпионат наций КОНКАКАФ и Золотой кубок КОНКАКАФ) с 1963 года, причём дважды становились местом их проведения: в 1971 году - Тринидад и Тобаго, а в 1973 - Гаити.

### Участие в финальных турнирах
| Год  | Участники от КФС                                   | Результат                              |
| ---- | -------------------------------------------------- | -------------------------------------- |
| 1963 | Нидерландские Антильские острова                   | 3-е место                              |
| 1963 | Ямайка                                             | Не вышла из группы                     |
| 1965 | Нидерландские Антильские острова, Республика Гаити | 5-е и 6-е места в однокруговом турнире |
| 1967 | Тринидад и Тобаго, Республика Гаити                | 4-е и 5-е места в однокруговом турнире |
| 1969 | Нидерландские Антильские острова                   | 3-е место                              |
| 1969 | Тринидад и Тобаго, Ямайка                          | 5-е и 6-е места в однокруговом турнире |
| 1971 | Республика Гаити                                   | 2-е место                              |
| 1971 | Куба, Тринидад и Тобаго                            | 4-е и 5-е места в однокруговом турнире |
| 1973 | Республика Гаити                                   | Победитель                             |
| 1973 | Тринидад и Тобаго                                  | 2-е место                              |
| 1973 | Нидерландские Антильские острова                   | 6-е место в однокруговом турнире       |
| 1977 | Республика Гаити                                   | 2-е место                              |
| 1977 | Суринам                                            | 6-е место однокруговом турнире         |
| 1981 | Куба, Республика Гаити                             | 5-е и 6-е места в однокруговом турнире |
| 1985 | Суринам, Республика Гаити, Тринидад и Тобаго       | Не вышли из группы                     |
| 1989 | Тринидад и Тобаго                                  | 4-е место в однокруговом турнире       |
| 1991 | Тринидад и Тобаго, Ямайка                          | Не вышли из группы                     |
| 1993 | Ямайка                                             | 3-е место                              |
| 1993 | Мартиника                                          | Не вышла из группы                     |
| 1996 | Тринидад и Тобаго, Сент-Винсент и Гренадины        | Не вышли из группы                     |
| 1998 | Ямайка                                             | 4-е место                              |
| 1998 | Тринидад и Тобаго, Куба                            | Не вышли из группы                     |
| 2000 | Тринидад и Тобаго                                  | 3-е место                              |
| 2000 | Ямайка, Республика Гаити                           | Не вышли из группы                     |
| 2002 | Республика Гаити, Мартиника                        | Проиграли в 1/4 финала                 |
| 2002 | Тринидад и Тобаго, Куба                            | Не вышли из группы                     |
| 2003 | Ямайка, Куба                                       | Проиграли в 1/4 финала                 |
| 2003 | Мартиника                                          | Не вышла из группы                     |
| 2005 | Ямайка                                             | Проиграла в 1/4 финала                 |
| 2005 | Тринидад и Тобаго, Куба                            | Не вышли из группы                     |
| 2007 | Гваделупа                                          | 3-е место                              |
| 2007 | Тринидад и Тобаго, Куба, Республика Гаити          | Не вышли из группы                     |
| 2009 | Гваделупа, Республика Гаити                        | Проиграли в 1/4 финала                 |
| 2009 | Ямайка, Гренада                                    | Не вышли из группы                     |
| 2011 | Ямайка                                             | Проиграла в 1/4 финала                 |
| 2011 | Гваделупа, Куба, Гренада                           | Не вышли из группы                     |
| 2013 | Куба, Тринидад и Тобаго                            | Проиграли в 1/4 финала                 |
| 2013 | Республика Гаити, Мартиника                        | Не вышли из группы                     |
| 2015 | Ямайка                                             | 2-е место                              |
| 2015 | Республика Гаити, Куба, Тринидад и Тобаго          | Проиграли в 1/4 финала                 |
| 2017 | Ямайка                                             | 2-е место                              |
| 2017 | Кюрасао, Мартиника, Французская Гвиана             | Не вышли из группы                     |

### Статистика по странам
| Команда                          | Всего участий | Победа   | Второе место   | Третье место   | Четвёртое место |
| -------------------------------- | ------------- | -------- | -------------- | -------------- | --------------- |
| Тринидад и Тобаго                | 14            | -        | 1 (1973)       | 1 (2000)       | 2 (1967, 1989)  |
| Республика Гаити                 | 13            | 1 (1973) | 2 (1971, 1977) | -              | -               |
| Ямайка                           | 12            | -        | 2 (2015, 2017) | 1 (1993)       | 1 (1998)        |
| Куба                             | 9             | -        | -              | -              | 1 (1971)        |
| Нидерландские Антильские острова | 4             | -        | -              | 2 (1963, 1969) | -               |
| Мартиника                        | 5             | -        | -              | -              | -               |
| Гваделупа                        | 3             | -        | -              | 1 (2007)       | -               |
| Суринам                          | 2             | -        | -              | -              | -               |
| Сент-Винсент и Гренадины         | 2             | -        | -              | -              | -               |
| Гренада                          | 2             | -        | -              | -              | -               |
| Кюрасао                          | 1             | -        | -              | -              | -               |
| Французская Гвиана               | 1             | -        | -              | -              | -               |